# Zehneria parvifolia
Zehneria parvifolia là một loài thực vật có hoa trong họ Cucurbitaceae. Loài này được J. H. Ross miêu tả khoa học đầu tiên.